# Zonnemaire
Zonnemaire (Zeeuws: Sunnemere) is een Nederlands dorp in de gemeente Schouwen-Duiveland in de provincie Zeeland. Op 1 januari 2023 had het dorp 770 inwoners. Tot 1 januari 1961 was Zonnemaire een zelfstandige gemeente, waarna het werd ingedeeld in de gemeente Brouwershaven. Sinds de gemeentelijke herindeling van 1 januari 1997 maakt het gebied deel uit van de gemeente Schouwen-Duiveland.

## Naam en geschiedenis
Zonnemaire is genoemd naar Sonnemare of Sunnonmeri, het water tussen de eilanden Bommenede en Schouwen. "Sonne" betekent 'zuiden' of zonwaarts, daar waar de zon 's middags staat. "Mare" betekent water.
Sonne zou echter ook water kunnen betekenen. Toen men de betekenis van Sonne niet meer begreep werd Mare eraan toegevoegd. Nadat in 1374 de noordelijke Gouwe was afgedamd, verzandde dit water snel, waarna het in 1401 werd ingepolderd. Vroeger werd er in de polder veel meekrap verbouwd.
In 1682 werd het voortdurend door overstromingen geteisterde Bommenede definitief verlaten. Het grootste deel van de bewoners vestigde zich aan de dijk bij Zonnemaire. Hier ontstond het dorp en gemeente Bommenede of Nieuw-Bommenede. In 1815 ging de gemeente Bloois op in de gemeente Bommenede. In 1866 ging Nieuw-Bommenede weer op in de gemeente Zonnemaire. Gedeeltelijk is de bebouwing van Bommenede en Bloois nog intact, deze beslaat het noordelijke deel van Zonnemaire. Bommenede en Bloois als dorpsnamen worden echter niet meer gebruikt. Wel herinneren de Blooisedijk en de Dijk van Bommenede aan hun bestaan.
De kerk is gebouwd in 1867, als vervanging van de 15e-eeuwse kerk die in 1866 was afgebroken. Korenmolen De Korenbloem is een stellingmolen uit 1873. Een buste van Nobelprijswinnaar Pieter Zeeman, in 1950 geschonken door Amsterdam, staat naast zijn geboortehuis.
Van de circa 715 inwoners zijn er 520 werkzaam waarvan 320 fulltime. De grootste bronnen van werkgelegenheid zijn de sector handel en reparatie, de agrarische sector (met 30 bedrijven) en de sector Recreatie en Toerisme (met 12 campings en 1 recreatiewoning).
Zonnemaire telt 7 rijksmonumenten.

## Tradities
Carbidschieten op oudjaarsdag is uitgegroeid tot een traditie in Zonnemaire. Deze traditie is komen overwaaien uit Drenthe, waarna de Zonnemairse jeugd dit heeft overgenomen. Later volgden meer dorpen in Zeeland. In de periode 2014-2015 zijn enkele protesten hiertegen aangetekend bij de gemeenteraad, waarna de raad eind november 2015 heeft besloten carbidschieten binnen de bebouwde kom per 2015 definitief in de APV op te nemen.

## Natuur
In de nabijheid van Zonnemaire bevinden zich twee natuurgebieden de Naterskreek en het Grevelingenmeer. Het laatste gebied is  aangemerkt als beschermd Natura 2000-gebied.

## Geboren in Zonnemaire
- Leonard Ochtman (1854-1935), kunstschilder
- Pieter Zeeman (1865-1943), natuurkundige en Nobelprijswinnaar
- Iman Marinus van der Bijl (1914-1944), boer en verzetsstrijder in WO II
- Digna Sinke (1949), filmregisseur en -producent